# Couzeau
Le Couzeau est un ruisseau français, affluent de la Dordogne, qui coule dans le département de la Dordogne.

## Hydronymie
Le nom de Couzeau dérive d'une base hydronimique préceltique, °cosa-. Ce nom est un diminutif masculin de la Couze, autre très proche affluent de la Dordogne, éloigné de trois kilomètres à l'est.
La première mention écrite connue du Couzeau apparaît en 1373 sous la forme Cosam, le nom actuel étant relevé en 1491.

## Géographie

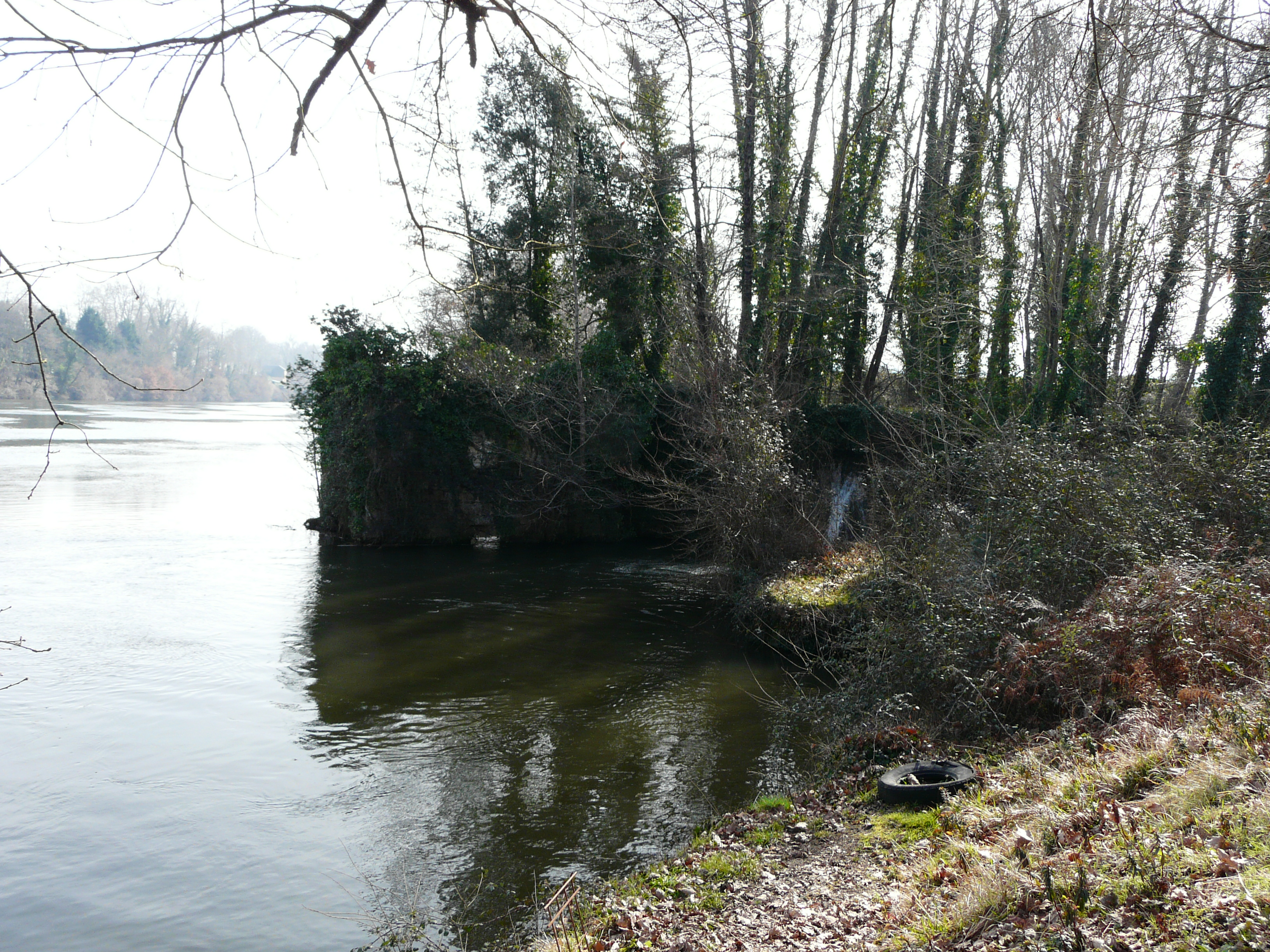
La confluence de la Dordogne et du Couzeau.

Le Couzeau prend sa source en Dordogne, vers 145 mètres d'altitude, sur la commune de Bardou, un kilomètre au nord du bourg, en bordure de la route départementale (RD) 25, au nord-ouest du lieu-dit le Suquet. Il passe à deux reprises sous cette route et entre sur la commune de Naussannes, où il est franchi par la RD 19. Il pénètre alors sur la commune de Monsac et passe sous la RD 27. Sur près de trois kilomètres, son cours sert de limite naturelle aux communes qu'il borde : Monsac à l'est, face à Faux-en-Périgord puis Lanquais, à l'ouest. À Lanquais, il alimentaite un plan d'eau qui servait à la baignade, vidé en juin 2015 puis asséché à la suite d'une prolifération d'algues vertes et dont l'éventuelle remise en eau est définitivement stoppée en mars 2022 compte tenu des normes environnementales. Le Couzeau passe ensuite en contrebas du château, puis borde le bourg et passe sous la RD 37. Il entre ensuite sur la commune de Varennes, passant à l'ouest du bourg sous la RD 37E1. Il se jette dans la Dordogne en rive gauche, un kilomètre au nord-ouest du bourg, au lieu-dit le Port-de-Lanquais, à 31 mètres d'altitude. Juste avant sa confluence, son cours est marqué par deux petites chutes d'eau.
Son cours est long de 13,8 km pour un bassin versant de 42 km2.

### Affluents
Parmi les huit affluents sans noms répertoriés par le Sandre, le plus long mesure 2,3 km. Situé en rive gauche du Couzeau, l'ensemble de son cours intermittent s'effectue sur la seule commune de Monsac.
Le Couzeau n'ayant aucun sous-affluent répertorié, son rang de Strahler est de deux.

### Communes et département traversés
À l'intérieur du seul département de la Dordogne, le Couzeau arrose six communes, soit d'amont vers l'aval : Bardou (source), Naussannes, Monsac, Faux-en-Périgord, Lanquais et Varennes (confluence).

## Monuments ou sites remarquables à proximité

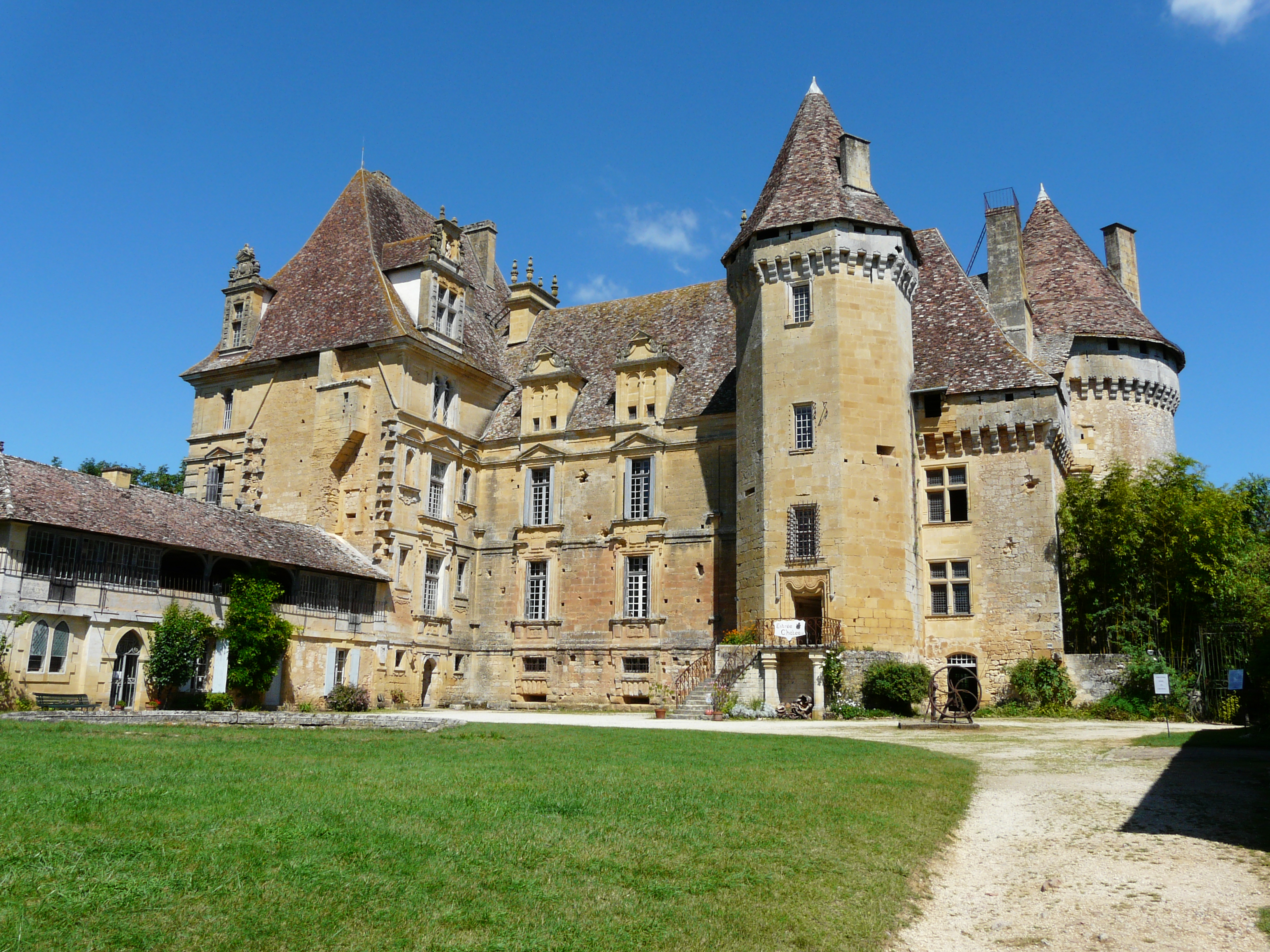
Le château de Lanquais.

- Le château de Bardou associe des tours des XIVe et XVe siècles à des éléments plus récents (XVIIe et XVIIIe siècles)[6].
- À Lanquais :
  - le château de Lanquais juxtapose des éléments défensifs du XVe siècle  et un logis Renaissance[7] ;
  - une grange du XVe siècle dépend du château précité[8] ;
  - le château de Laroque a été bâti aux  XVe et XVIe siècles sur des bases plus anciennes[9].

Sur plus de quatre kilomètres, entre Monsac et Faux-en-Périgord, puis à Lanquais, le Couzeau est longé par le sentier de grande randonnée GR 6.

## Galerie de photos

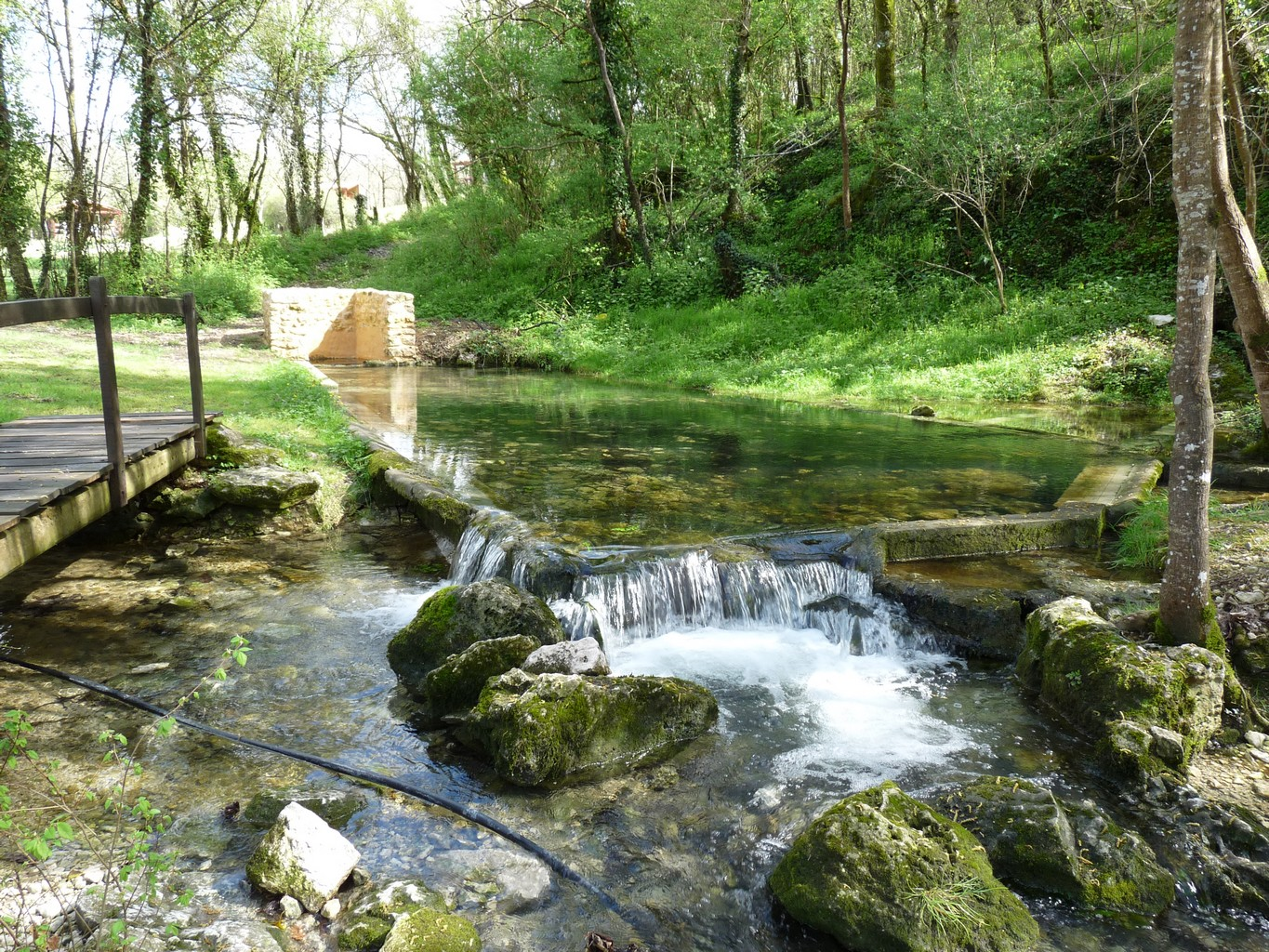
À Naussannes, la source du Couderc alimente aussi le Couzeau.
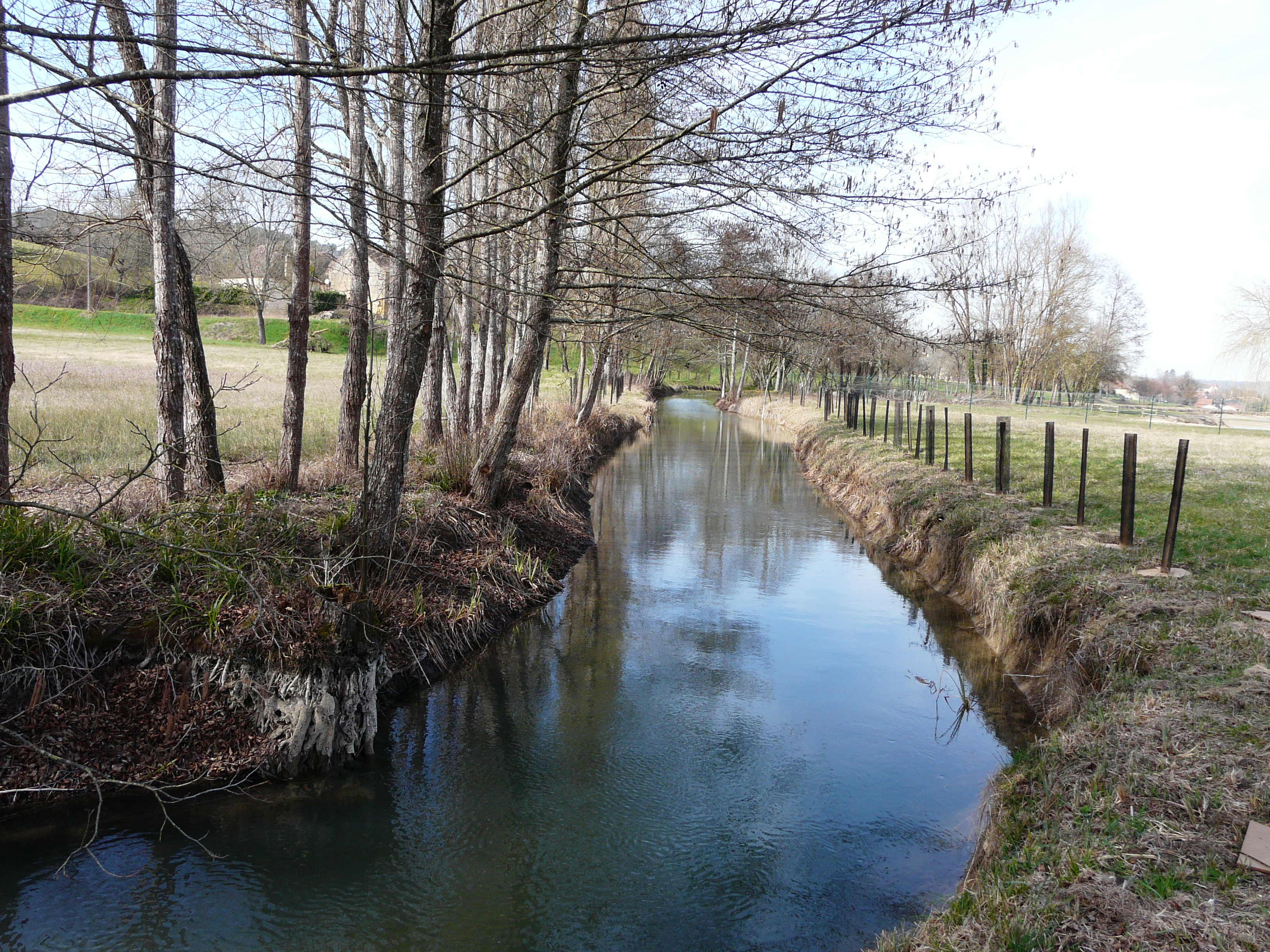
En amont du plan d'eau de Lanquais.
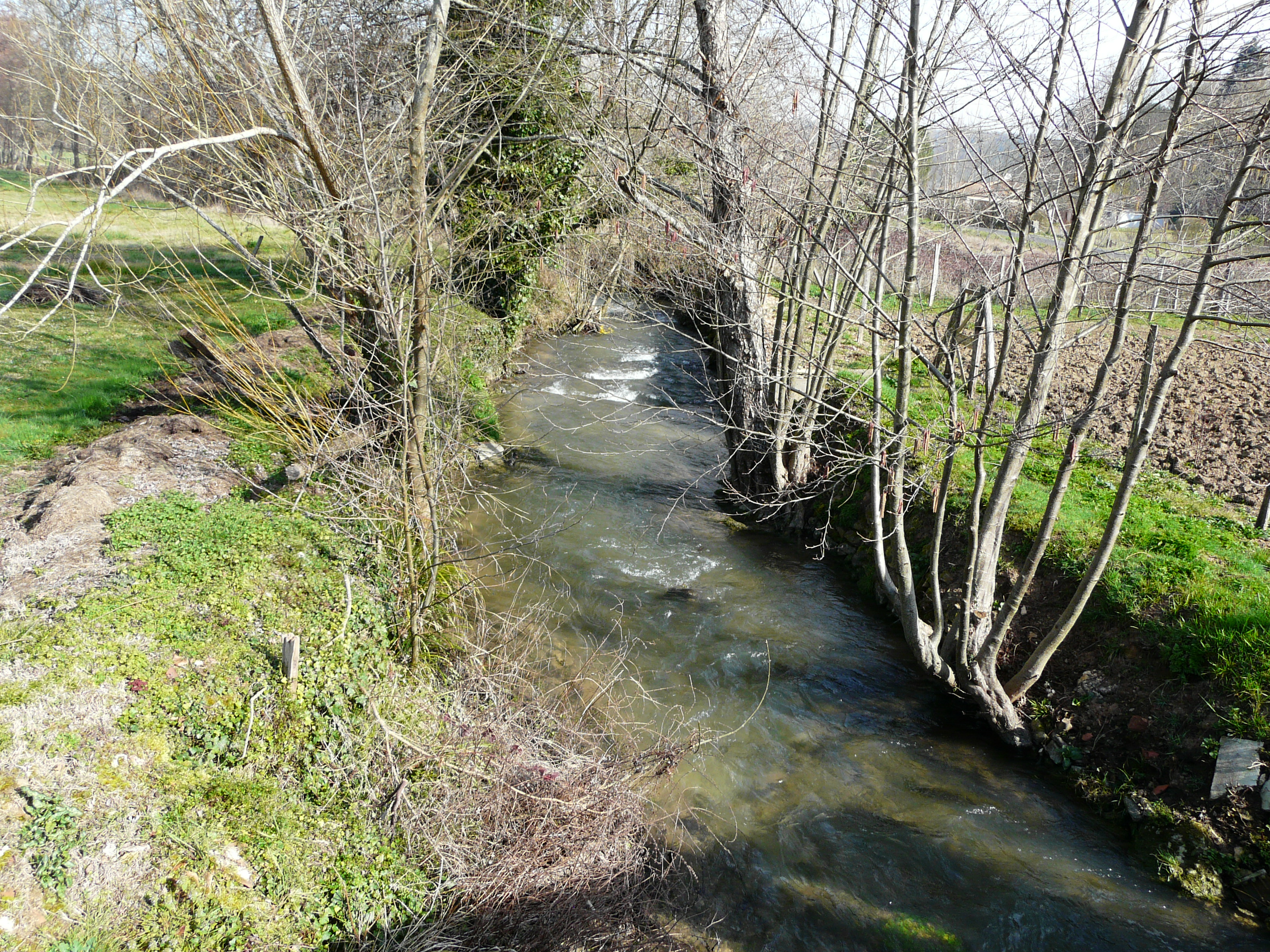
À Varennes.
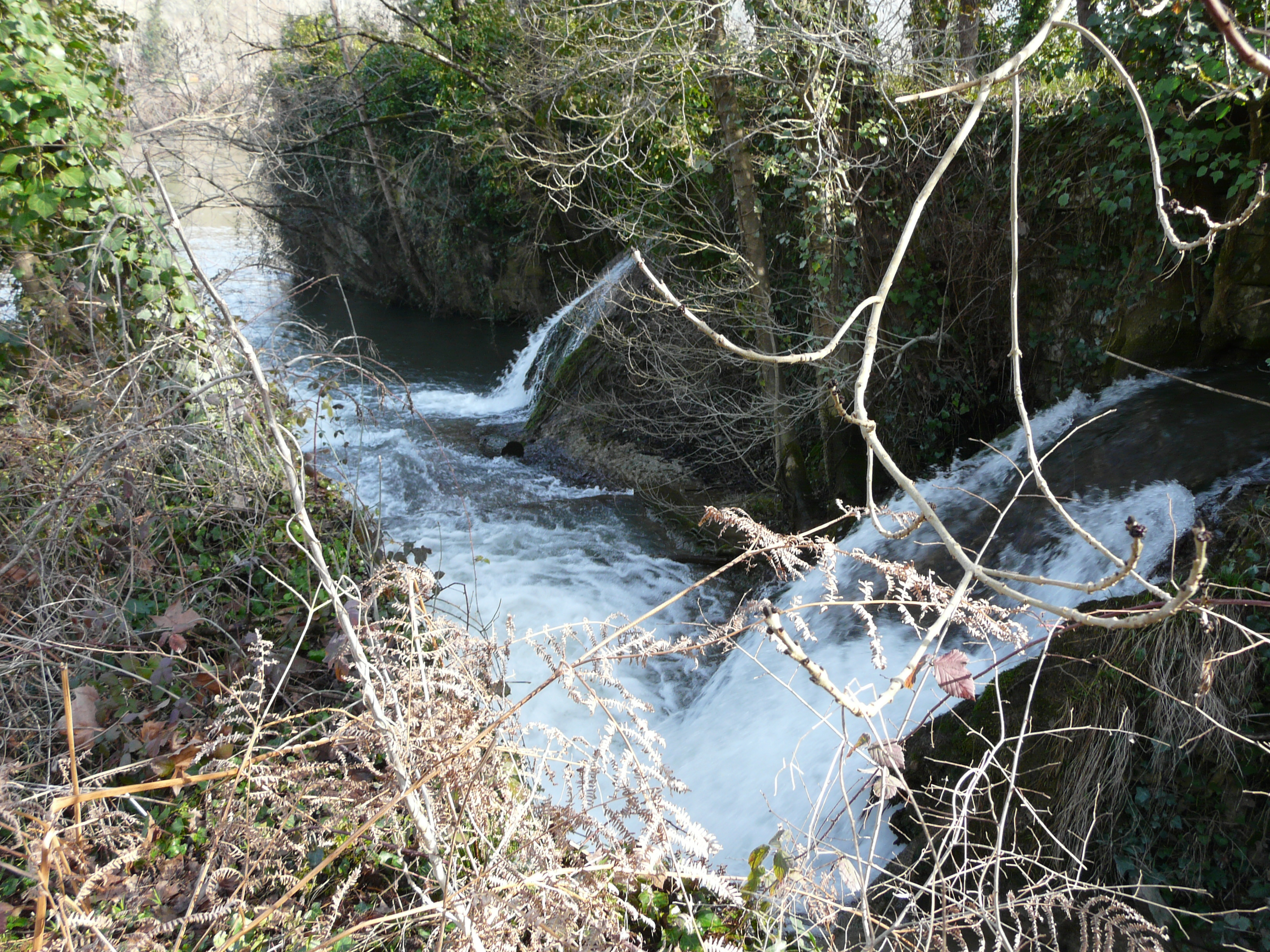
Quelques mètres avant sa confluence avec la Dordogne.